# Lee Richardson (Sänger)
Lee Richardson (* 1926 als Lee David Richard) war ein US-amerikanischer Rhythm-&-Blues-Sänger (Bariton).
Richardson nahm unter eigenem Namen 1946 für De Luxe Records den Titel „Lonesome Morning“ auf, begleitet vom Benny Carter Orchestra. Danach war er Bandvokalist bei Luis Russell, zu hören in „The Very Thought of You“ und „You Gave Me Everything But Love“ (Apollo); 1948 entstanden in Los Angeles vier weitere Nummern mit Benny Carters All Stars für DeLuxe („It’s Too Soon to Know“). „Am I Asking To Much“ (DeLuxe 3195), ebenso in New York mit einer Studioband (wahrscheinlich mit Charlie Margulis, Buddy Morrow, Peanuts Hucko, Stan Webb, Art Ryerson, Jack Lesberg). 1950 nahm er „Please Open Your Heart“ mit dem Lucky Millinder Orchestra auf; 1951 u. a. noch „As Time Goes By“ und „Just Call My Name“, begleitet von Big Chief Russell Moore, Chauncey Haughton, Ted „Snookie“ Hulbert (as), Budd Johnson, Clarence Royster (ts), Dave McRae (bar, as), Howard Biggs (p), Joe Benjamin und Art Blakey. Der Jazz-Diskograf Tom Lord listet seine Beteiligung im Bereich des Jazz und R&B zwischen 1946 und 1951 an acht Aufnahmesessions. In späteren Jahren lebte Richardson in Chicago.